# 圣樊尚-布拉尼
圣樊尚-布拉尼（法語：Saint-Vincent-Bragny，法語發音：[sɛ̃ vɛ̃sɑ̃ bʁaɲi]）是法国索恩-卢瓦尔省的一个市镇，属于沙罗勒区。该市镇于1971年由原市镇圣樊尚莱布拉尼（Saint-Vincent-lès-Bragny）和布拉尼昂沙罗莱（Bragny-en-Charollais）合并而成。

## 地理
圣樊尚-布拉尼（46°32'3"N, 4°7'30"E）面积41 平方千米，位于法国勃艮第-弗朗什-孔泰大區索恩-卢瓦尔省，该省份为法国中部省份，北起顺时针与科多尔省、汝拉省、安省、罗讷省、卢瓦尔省、阿列省和涅夫勒省接壤。
与圣樊尚-布拉尼接壤的市镇（或旧市镇、城区）包括：沙西、克莱西、迪关、乌德里、帕兰日、阿鲁河畔里尼、圣莱热莱帕赖、沃莱夫尔。

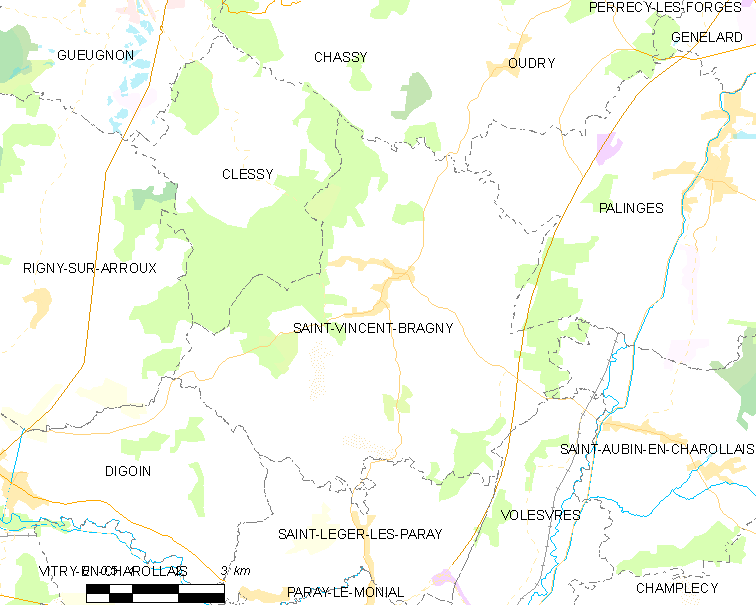
圣樊尚-布拉尼的OSM定位图

圣樊尚-布拉尼的时区为UTC+01:00、UTC+02:00（夏令时）。

## 行政
圣樊尚-布拉尼的邮政编码为71430，INSEE市镇编码为71490。

## 政治
圣樊尚-布拉尼所属的省级选区为沙罗勒县。

## 人口

1962-2008年间圣樊尚-布拉尼人口变化图示

圣樊尚-布拉尼于2022年1月1日时的人口数量为997人。